# Springers zaagstaartkathaai
De Springers zaagstaartkathaai (Galeus springeri) is een vissensoort uit de familie van de Pentanchidae. De wetenschappelijke naam van de soort is voor het eerst geldig gepubliceerd in 1998 door Konstantinou & Cozzi.